# 川普国际酒店大厦 (芝加哥)
川普国际酒店大厦（Trump International Hotel and Tower），又称为芝加哥川普大厦和川普大厦，是一座位于美国伊利诺伊州芝加哥的酒店式公寓。大厦以房地产开发商美國總統唐纳德·特朗普的名字命名，设计师为SOM建築設計事務所的亚德里安·史密斯。宝维士联盛负责建造这座92层的大厦，其塔尖高度为1,389英尺（423米），封顶高度为1,170英尺（360米）。它毗邻芝加哥河主分支，可以看到密歇根湖的景色。电视真人秀《飛黃騰達1》的胜出者比爾‧蘭西克选择管理川普大厦的建造而不是管理位于美国加利福尼亚州洛杉矶一个新的高尔夫球场和度假地，使川普大厦得到公众的关注。
2001年，川普宣布这座摩天大楼将成为世界上最高的建筑，但九一一袭击事件后，他缩减建筑计划，其设计经历了几次修改。在2009年封顶的时候，它成为西半球的第二高的建筑，仅次于另一座位于芝加哥的高楼威利斯大厦。川普国际酒店大厦超越约翰汉考克中心，成为世界最高的住宅公寓，并维持这个称号直到迪拜塔落成。目前，它是美國第五高的建筑。
大楼的设计包括零售空间、车库、酒店以及公寓。 2008年1月30日，包括339间客房的酒店开业，提供有限的住宿和服务。同年4月28日隆重开张，提供完整的酒店服务和住宿。其16楼有一间餐厅，名为“16”，在2008年年初开业，获得好评。该建筑在2008年底封顶，并于2009年完成全部建设。该酒店是芝加哥4家四或五星级之一，根据《福布斯旅游指南》，其餐厅，是九家芝加哥四或五星级评级的餐厅之一。